# Quatrième circonscription de l'Oise (1958-1986)
La quatrième circonscription de l'Oise est une ancienne circonscription législative de l'Oise sous la Cinquième République de 1958 à 1986.

## Description géographique, historique et démographique
Par ordonnance du 13 octobre 1958 relative à l'élection des députés à l'Assemblée nationale, la quatrième circonscription est créée et est délimitée par les cantons suivants :
- Canton de Betz
- Canton de Creil
- Canton de Nanteuil-le-Haudouin
- canton de Neuilly-en-Thelle
- Canton de Senlis[1].

La circonscription regroupe une majorité des cantons de l'arrondissement de Senlis.
Le décret du 13 juillet 1973 scinde le Creil en quatre nouveaux cantons, les cantons de Chantilly, Creil-Nogent-sur-Oise, de Creil-Sud et de Montataire, mais il ne redéfinit pas les limites de la circonscription.
La loi organique du 10 juillet 1985 entraîne la suppression de la circonscription lors des élections législatives de 1986 qui se sont déroulées selon un mode de scrutin proportionnel à un seul tour par listes départementales. Elle dote également le département de l'Oise de sept députés pour la prochaine législature au lieu de cinq depuis le début de la Ve République.
Les lois organiques du 11 juillet 1986 et du 24 novembre 1986 recréent la quatrième circonscription de l'Oise selon un nouveau découpage et en tenant compte du nombre de sept députés pour représenter le département de l'Oise à l'Assemblée nationale,,. La nouvelle circonscription reprend quasiment le découpage de 1958 sauf que les cantons de Chantilly, Creil-Nogent-sur-Oise, de Creil-Sud, de Montataire et de Neuilly-en-Thelle sont détachées pour intégrer la troisième circonscription. Le canton de Pont-Sainte-Maxence rejoint la quatrième circonscription.

## Description politique
| Législature | Début de mandat  | Fin de mandat    | Député         | Parti politique | Observations |
| ----------- | ---------------- | ---------------- | -------------- | --------------- | --- |
| Ire         | 9 décembre 1958  | 9 octobre 1962   | René Quentier  | UNR             | Maire de Chambly et conseiller général du canton de Neuilly-en-Thelle Mandat écourté à la suite d'une dissolution parlementaire décidée par Charles de Gaulle. |
| IIe         | 6 décembre 1962  | 2 avril 1967     | René Quentier  | UNR-UDT         | Maire de Chambly et conseiller général du canton de Neuilly-en-Thelle                                                                                          |
| IIIe        | 3 avril 1967     | 30 mai 1968      | René Quentier  | UD-Ve           | Maire de Chambly et conseiller général du canton de Neuilly-en-Thelle Mandat écourté à la suite d'une dissolution parlementaire décidée par Charles de Gaulle. |
| IVe         | 11 juillet 1968  | 1er avril 1973   | René Quentier  | UDR             | Maire de Chambly et conseiller général du canton de Neuilly-en-Thelle                                                                                          |
| Ve          | 2 avril 1973     | 18 novembre 1976 | René Quentier  | UDR             | Maire de Chambly et conseiller général du canton de Neuilly-en-Thelle. Décédé le 18 novembre 1976 Suppléant et remplaçant de René Quentier. Maire de Senlis    |
| Ve          | 19 novembre 1976 | 2 avril 1978     | Arthur Dehaine | UDR-RPR         | Maire de Chambly et conseiller général du canton de Neuilly-en-Thelle. Décédé le 18 novembre 1976 Suppléant et remplaçant de René Quentier. Maire de Senlis    |
| VIe         | 3 avril 1978     | 22 mai 1981      | Arthur Dehaine | RPR             | Maire de Senlis Mandat écourté à la suite d'une dissolution parlementaire décidée par François Mitterrand.                                                     |
| VIIe        | 2 juillet 1981   | 1er avril 1986   | Jean Anciant   | PS              | Maire de Creil |

## Historique des résultats

### Élections de 1958
| Candidat       | Candidat          | Parti                     | Premier tour | Premier tour | Second tour | Second tour |  |
| Candidat       | Candidat          | Parti                     | Voix         | %            | Voix        | %           |  |
| -------------- | ----------------- | ------------------------- | ------------ | ------------ | ----------- | ----------- |  |
|                | Robert Strauss    | Radsoc                    | 14 831       | 30,48        | 15 319      | 31,25       |  |
|                | René Quentier élu | UNR                       | 11 702       | 24,05        | 19 955      | 40,84       |  |
|                | Maurice Bambier   | PCF                       | 11 317       | 23,26        | 13 584      | 27,80       |  |
|                | Marcel Mérigonde  | SFIO                      | 5 218        | 10,72        | Retrait     | Retrait     |  |
|                | Roger Sauvage     | Divers droite (Gaulliste) | 3 598        | 7,39         | Retrait     | Retrait     |  |
|                | Eugène Trouchard  | UFD                       | 868          | 1,78         |             |             |  |
|                | Henri Levet       | Divers droite (Gaulliste) | 721          | 1,48         |             |             |  |
|                | Eugène Trouchard  | Radsoc                    | 408          | 0,84         |             |             |  |
|                |                   |                           |              |              |             |             |  |
| Inscrits       | Inscrits          | Inscrits                  | 61 981       | 100,00       | 61 979      | 100,00      |  |
| Abstentions    | Abstentions       | Abstentions               | 11 933       | 19,25        | 12 019      | 19,39       |  |
| Votants        | Votants           | Votants                   | 50 048       | 80,75        | 49 960      | 80,61       |  |
| Blancs et nuls | Blancs et nuls    | Blancs et nuls            | 1 385        | 2,77         | 1 102       | 2,21        |  |
| Exprimés       | Exprimés          | Exprimés                  | 48 663       | 97,23        | 48 858      | 97,79       |  |

Le suppléant de René Quentier était Jacques de Kersaint, maire de Versigny.

### Élections de 1962
| Candidat       | Candidat                    | Parti          | Premier tour | Premier tour | Second tour | Second tour |  |
| Candidat       | Candidat                    | Parti          | Voix         | %            | Voix        | %           |  |
| -------------- | --------------------------- | -------------- | ------------ | ------------ | ----------- | ----------- |  |
|                | René Quentier sortant réélu | UNR-UDT        | 19 530       | 43,91        | 26 538      | 57,54       |  |
|                | Maurice Bambier             | PCF            | 12 608       | 28,34        | 19 581      | 42,46       |  |
|                | Robert Strauss              | Radsoc (SFIO)  | 6 546        | 14,72        | Retrait     | Retrait     |  |
|                | Antoine Chanut              | diss. SFIO     | 3 357        | 7,55         | Retrait     | Retrait     |  |
|                | Bernard Lejeune             | Extrême droite | 936          | 2,10         |             |             |  |
|                | Albert Delgorge             | Radcent        | 680          | 1,53         |             |             |  |
|                | Jean Richard                | Divers         | 825          | 1,85         |             |             |  |
|                |                             |                |              |              |             |             |  |
| Inscrits       | Inscrits                    | Inscrits       | 65 187       | 100,00       | 65 165      | 100,00      |  |
| Abstentions    | Abstentions                 | Abstentions    | 19 059       | 29,24        | 16 653      | 25,56       |  |
| Votants        | Votants                     | Votants        | 46 128       | 70,76        | 48 512      | 74,44       |  |
| Blancs et nuls | Blancs et nuls              | Blancs et nuls | 1 646        | 3,57         | 2 393       | 4,93        |  |
| Exprimés       | Exprimés                    | Exprimés       | 44 482       | 96,43        | 46 119      | 95,07       |  |

Le suppléant de René Quentier était Jacques de Kersaint.

### Élections de 1967
| Candidat       | Candidat                    | Parti          | Premier tour | Premier tour | Second tour | Second tour |  |
| Candidat       | Candidat                    | Parti          | Voix         | %            | Voix        | %           |  |
| -------------- | --------------------------- | -------------- | ------------ | ------------ | ----------- | ----------- |  |
|                | René Quentier sortant réélu | UD-Ve          | 23 770       | 40,32        | 30 079      | 52,59       |  |
|                | Maurice Bambier             | PCF            | 18 223       | 30,91        | 27 114      | 47,41       |  |
|                | Antoine Chanut              | FGDS (SFIO)    | 10 825       | 18,36        | Retrait     | Retrait     |  |
|                | Philippe Courboin           | CD (PDM)       | 4 573        | 7,76         |             |             |  |
|                | Baptiste Barillon           | Modérés        | 1 556        | 2,64         |             |             |  |
|                |                             |                |              |              |             |             |  |
| Inscrits       | Inscrits                    | Inscrits       | 73 280       | 100,00       | 73 272      | 100,00      |  |
| Abstentions    | Abstentions                 | Abstentions    | 12 802       | 17,47        | 13 378      | 18,26       |  |
| Votants        | Votants                     | Votants        | 60 478       | 82,53        | 59 894      | 81,74       |  |
| Blancs et nuls | Blancs et nuls              | Blancs et nuls | 1 531        | 2,53         | 2 701       | 4,51        |  |
| Exprimés       | Exprimés                    | Exprimés       | 58 947       | 97,47        | 57 193      | 95,49       |  |

Le suppléant de René Quentier était Jacques de Kersaint.

### Élections de 1968
| Candidat       | Candidat                    | Parti          | Premier tour | Premier tour | Second tour | Second tour |  |
| Candidat       | Candidat                    | Parti          | Voix         | %            | Voix        | %           |  |
| -------------- | --------------------------- | -------------- | ------------ | ------------ | ----------- | ----------- |  |
|                | René Quentier sortant réélu | UDR (URP)      | 29 443       | 49,98        | 32 942      | 59,85       |  |
|                | Maurice Bambier             | PCF            | 16 026       | 27,21        | 22 100      | 40,15       |  |
|                | Jérôme Renucci              | FGDS (SFIO)    | 7 875        | 13,37        | Retrait     | Retrait     |  |
|                | Daniel Populaire            | PSU            | 2 921        | 4,96         |             |             |  |
|                | Baptiste Barillon           | Modérés        | 2 643        | 4,49         |             |             |  |
|                |                             |                |              |              |             |             |  |
| Inscrits       | Inscrits                    | Inscrits       | 73 385       | 100,00       | 73 351      | 100,00      |  |
| Abstentions    | Abstentions                 | Abstentions    | 13 291       | 18,11        | 16 050      | 21,88       |  |
| Votants        | Votants                     | Votants        | 60 094       | 81,89        | 57 301      | 78,12       |  |
| Blancs et nuls | Blancs et nuls              | Blancs et nuls | 1 186        | 1,97         | 2 259       | 3,94        |  |
| Exprimés       | Exprimés                    | Exprimés       | 58 908       | 98,03        | 55 042      | 96,06       |  |

Le suppléant de René Quentier était Roger Duterne, pharmacien, conseiller municipal de Creil.

### Élections de 1973
| Candidat       | Candidat                    | Parti          | Premier tour | Premier tour | Second tour | Second tour |  |
| Candidat       | Candidat                    | Parti          | Voix         | %            | Voix        | %           |  |
| -------------- | --------------------------- | -------------- | ------------ | ------------ | ----------- | ----------- |  |
|                | René Quentier sortant réélu | UDR (URP)      | 19 515       | 29,24        | 33 235      | 50,95       |  |
|                | Maurice Bambier             | PCF            | 17 608       | 26,38        | 31 996      | 49,05       |  |
|                | Jean Anciant                | PS (UGSD)      | 15 462       | 23,16        | Retrait     | Retrait     |  |
|                | Toussaint Graziani          | Rad (MR)       | 6 945        | 10,40        |             |             |  |
|                | Michel Goemare              | Divers droite  | 2 750        | 5,59         |             |             |  |
|                | Michel Petit                | LO             | 1 838        | 2,75         |             |             |  |
|                | Marc Isbert                 | Divers droite  | 1 574        | 3,20         |             |             |  |
|                | Jacques Cazier              | FN             | 1 056        | 1,58         |             |             |  |
|                |                             |                |              |              |             |             |  |
| Inscrits       | Inscrits                    | Inscrits       | 81 708       | 100,00       | 81 650      | 100,00      |  |
| Abstentions    | Abstentions                 | Abstentions    | 13 549       | 16,58        | 13 230      | 16,2        |  |
| Votants        | Votants                     | Votants        | 68 159       | 83,42        | 68 420      | 83,8        |  |
| Blancs et nuls | Blancs et nuls              | Blancs et nuls | 1 411        | 2,07         | 3 189       | 4,66        |  |
| Exprimés       | Exprimés                    | Exprimés       | 66 748       | 97,93        | 65 231      | 95,34       |  |

Le suppléant de René Quentier était Arthur Dehaine, expert comptable, maire adjoint de Senlis. Arthur Dehaine remplaça René Quentier, décédé, du 18 novembre 1976 au 2 avril 1978.

### Élections de 1978
| Candidat       | Candidat                     | Parti          | Premier tour | Premier tour | Second tour | Second tour |  |
| Candidat       | Candidat                     | Parti          | Voix         | %            | Voix        | %           |  |
| -------------- | ---------------------------- | -------------- | ------------ | ------------ | ----------- | ----------- |  |
|                | Arthur Dehaine sortant réélu | RPR            | 31 226       | 36,88        | 42 889      | 50,26       |  |
|                | Maurice Bambier              | PCF            | 22 390       | 26,44        | 42 450      | 49,74       |  |
|                | Jean Anciant                 | PS             | 20 928       | 24,72        | Retrait     | Retrait     |  |
|                | Éric Hintermann              | UDF (MDSF)     | 3 933        | 6,33         |             |             |  |
|                | Jacques Darras               | MDD            | 1 450        | 1,71         |             |             |  |
|                | Philippe Lazarevitch         | LO             | 1 409        | 1,66         |             |             |  |
|                | Alain Périès                 | UGP            | 953          | 1,12         |             |             |  |
|                | Albert Roux                  | LCR            | 744          | 0,87         |             |             |  |
|                | Jean-Luc Philis              | Extrême droite | 722          | 0,85         |             |             |  |
|                | M. Chardenal                 | FN             | 518          | 0,61         |             |             |  |
|                | Daniel Assouline             | OCT            | 394          | 0,46         |             |             |  |
|                |                              |                |              |              |             |             |  |
| Inscrits       | Inscrits                     | Inscrits       | 104 230      | 100,00       | 102 072     | 100,00      |  |
| Abstentions    | Abstentions                  | Abstentions    | 17 779       | 17,06        | 14 031      | 13,75       |  |
| Votants        | Votants                      | Votants        | 86 451       | 82,94        | 88 041      | 86,25       |  |
| Blancs et nuls | Blancs et nuls               | Blancs et nuls | 1 784        | 2,06         | 2 702       | 3,07        |  |
| Exprimés       | Exprimés                     | Exprimés       | 84 667       | 97,94        | 85 339      | 96,93       |  |

Le suppléant d'Arthur Dehaine était Jean Descamps, médecin à Creil.

### Élections de 1981
| Candidat       | Candidat               | Parti             | Premier tour | Premier tour | Second tour | Second tour |  |
| Candidat       | Candidat               | Parti             | Voix         | %            | Voix        | %           |  |
| -------------- | ---------------------- | ----------------- | ------------ | ------------ | ----------- | ----------- |  |
|                | Arthur Dehaine sortant | RPR (UNM)         | 29 756       | 38,52        | 34 964      | 42,74       |  |
|                | Jean Anciant élu       | PS                | 28 480       | 36,87        | 46 848      | 57,26       |  |
|                | Maurice Bambier        | PCF               | 15 907       | 20,59        | Retrait     | Retrait     |  |
|                | Olivier Liétard        | MÉP               | 1 864        | 2,41         |             |             |  |
|                | Roland Szpirko         | LO                | 631          | 0,82         |             |             |  |
|                | Annie Roux             | Divers écologiste | 277          | 0,36         |             |             |  |
|                | Philippe Velut         | Extrême gauche    | 269          | 0,35         |             |             |  |
|                | Daniel Assouline       | Extrême gauche    | 55           | 0,07         |             |             |  |
|                | Anne-Marie Laurent     | PFN               | 1            | 0,00         |             |             |  |
|                |                        |                   |              |              |             |             |  |
| Inscrits       | Inscrits               | Inscrits          | 108 707      | 100,00       | 108 699     | 100,00      |  |
| Abstentions    | Abstentions            | Abstentions       | 30 552       | 28,1         | 25 537      | 23,49       |  |
| Votants        | Votants                | Votants           | 78 155       | 71,9         | 83 162      | 76,51       |  |
| Blancs et nuls | Blancs et nuls         | Blancs et nuls    | 915          | 1,17         | 1 350       | 1,62        |  |
| Exprimés       | Exprimés               | Exprimés          | 77 240       | 98,83        | 81 812      | 98,38       |  |

La suppléante de Jean Anciant était Monique Dreux, technicienne de laboratoire, maire adjointe de Saint-Leu-d'Esserent.